# زوزانا گرابوفسکا
زوزانا گرابوفسکا (لهستانی: Zuzanna Grabowska؛ زادهٔ ۲۲ ژوئن ۱۹۸۱) بازیگر اهل لهستان است.
از فیلم‌ها یا مجموعه‌های تلویزیونی که وی در آن‌ها نقش داشته‌است، می‌توان به در خیابان سپولنی، در خوشی و سختی، پرستار کودک، ع چون عشق، لجن‌زار و سیاره مجرد اشاره نمود.